# Rhabdotalebra monrosi
Rhabdotalebra monrosi är en insektsart som beskrevs av Young 1957. Rhabdotalebra monrosi ingår i släktet Rhabdotalebra och familjen dvärgstritar. Inga underarter finns listade i Catalogue of Life.